# 图罗韦茨农村居民点
图罗韦茨农村居民点（俄语：Сельское поселение Туровецкое）是俄罗斯联邦沃洛格达州梅日杜列琴斯基区所属的一个农村居民点。其下辖有10个居民点，行政中心为图罗韦茨。据2015年统计，该农村居民点的人口为728人。